# Orhun Ene
Orhun Ene, (nacido el 1 de febrero de 1967 en Estambul, Turquía) es un  exjugador de baloncesto turco. Con 1.88 de estatura, su puesto natural en la cancha era el de base. Después de retirarse se dedicaría a ser entrenador, llegando a ser seleccionador nacional de su país.

## Trayectoria
- Eczacıbaşı (1985-1989)
- Paşabahçe (1989-1992)
- Fenerbahçe (1992-1993)
- Ülkerspor (1993-1997)
- Galatasaray (1997-2001)
- İstanbul Teknik Üniversitesi B.K. (2001-2003)